# Sirmo
Sirmo (fl. IV secolo a.C.) regnò sui Triballi negli anni 330 a.C..

## Biografia
In lotta con la Macedonia, dopo la morte di Filippo II di Macedonia, si scontrò con Alessandro Magno. Sirmo, accompagnato dai seguaci Filota, Eraclide e Sopoli nel 334 a.C. passò il monte Hemo dove i due eserciti ingaggiarono battaglia a Ligino (un affluente del Danubio).
La battaglia vide vincitore Alessandro e circa 3.000 soldati di Sirmo rimasero sul campo.
Fuggito dalla battaglia, il re dei Triballi trovò rifugio nell'isola di Peuce (oggi Peuke) del Danubio.